# Scea erasa
Scea erasa är en fjärilsart som beskrevs av Louis Beethoven Prout 1918. Scea erasa ingår i släktet Scea och familjen tandspinnare. Inga underarter finns listade.